# Масложиркомбінат
Масложиркомбіна́т — пасажирська зупинна залізнична платформа Лиманської дирекції Донецької залізниці. Розташована у промзоні Слов'янська, майже в центрі міста на острові, який утворює р. Казенний Торець. Платформа розташована одночасно на двох лініях Лиман — Слов'янськ та Імені Кожушка О.М. — Електрична між станціями Слов'янський Курорт (4 км) та Імені Кожушка О. М. (2 км).
На платформі зупиняються приміські електропоїзди.